# Джош Лоу
Джон Лоу е роден на 21 април 1671 г., Единбург и умира на 21 март 1729 г. във Венеция. Той е шотландски икономист, който за първи път въвежда банкноти във Франция.
Идеята му била парите да са инструмент за размяна, да не представляват богатство и националното богатство да не зависи от търговията.

## Биография
Джош Лоу е роден в Единбург в семейството на златар и банкер – Уилям Лоу. Когато бил на 14 години, баща му починал, оставяйки му огромно наследство. На 20 годишна възраст се премества в Лондон, където пропилява наследството, което е наследил и тегли много дългове. За да изплати дължимите суми на кредиторите, Джош продава наследственото имение Ларистон.